# Берюлёво
Берюлёво — деревня в Наро-Фоминском районе Московской области, в составе сельского поселения Ташировское. Численность постоянного населения по Всероссийской переписи 2010 года — 57 человек, в деревне числятся 2 улицы и 1 садовое товарищество. До 2006 года Берюлёво входило в состав Крюковского сельского округа.
Деревня расположена в западной части района, на правом берегу реки Нара, примерно в 7 км к северо-западу от города Наро-Фоминска, высота центра над уровнем моря 167 м. Ближайшие населённые пункты — Любаново и Мякишево.